# Plus Ekonomi
Plus Ekonomi var ett TV-program från Sveriges Television som handlade om vardagsekonomi. Programledare var Sandra Warg.
I programmet förekom bland annat en animerad spargris som hade privatekonomiska funderingar.
Vinjettmusiken var Röyksopps Eple från skivan Melody A.M..